# Admetula cornidei
Admetula cornidei là một loài ốc biển, là động vật thân mềm chân bụng sống ở biển trong họ Cancellariidae.

## Miêu tả
Loài này có kích thước trong khoảng 9mm và 12 mm.

## Phân bố
Loài này phân bố ở vùng biển Châu Âu và ở Đại Tây Dương dọc theo Tây Sahara.